# 97 Pułk Piechoty (austro-węgierski)
Pobrzeżny Kraiński Pułk Piechoty Nr 97 (IR. 97) – pułk piechoty cesarskiej i królewskiej Armii. 

## Historia pułku
Pułk został sformowany 1 stycznia 1883 roku w Puli z trzech batalionów liniowych wyłączonych ze składu Pułków Piechoty Nr 17, 22 i 79 oraz Batalionu Strzelców Polnych Nr 33. 
Okręg uzupełnień – Triest.
Szefem pułku był król Serbii Milan I Obrenowić (1883-1892) i generał piechoty Georg Freiherr von Waldstätten (1892-1918).
Kolory pułkowe: różowy, guziki srebrne. Skład narodowościowy w 1914 roku 45% – Słoweńcy, 27% – Chorwaci, Serbowie, 20% – Włosi.
W latach 1903–1906 komenda pułku i wszystkie bataliony stacjonowały w Trieście.
W latach 1907–1911 komenda pułku i wszystkie bataliony oprócz I stacjonowały w Trieście. I batalion stacjonował  w Zizanie.
W latach 1912–1914 komenda pułku i bataliony I i II stacjonowały w Bjelovarze. III batalion stacjonował w Trieście. IV batalion stacjonował w Karlovacu.
W 1914 roku pułk, z wyjątkiem III batalionu, wchodził w skład 72 Brygady Piechoty należącej do 36 Dywizji Piechoty, która była podporządkowana komendantowi XIII Korpusu. III batalion pułku w Trieście wchodził w skład 55 Brygady Piechoty należącej do 28 Dywizji Piechoty (III Korpus).
W czasie I wojny światowej wszystkie bataliony walczyły na froncie wschodnim, w składzie 2 Armii. Bataliony pułku brały udział w walkach z Rosjanami w końcu 1914 roku w Galicji. Żołnierze pułku są pochowani m.in. na cmentarzach: Cmentarz wojenny nr 6 – Krempna, Cmentarz wojenny nr 22 – Jasło, Cmentarz wojenny nr 24 – Jasło, Cmentarz wojenny nr 217 – Januszkowice.

## Żołnierze
Komendanci pułku
- płk Joseph Freiherr Nemečić von Bihaćgrad (1883[1])
- płk Emil Ritter von Wagner (1903–1906)
- płk Josef Graf Stürgkh (1907–1909)
- płk August Daler (1910)
- płk Karl Freiherr Knopp von Kirchwald (1911–1914)

Oficerowie
- por. Friedrich Materna